# Банки.ру
Банки.ру — российская финансовая платформа онлайн-сервисов. Платформа Банки.ру позволяет пользователям подбирать и оформлять финансовые продукты по заданным индивидуальным параметрам. Из сотен вариантов человек может выбрать то, что ему подходит, и прямо с сайта или из мобильного приложения отправить заявку в банк, страховую компанию, финансовую, инвестиционную компанию. Среди партнеров — более 300 банков, микрофинансовых, страховых и инвестиционных компаний.
В октябре 2018 года «Банки.ру» стал участником проекта «Маркетплейс» Банка России.
В сентябре 2022 года получил статус оператора финансовой платформы Банка России.
В 2021 году «Банки.ру» запустил собственное мобильное приложение.
В 2023 году «Банки.ру» первым среди финансовых маркетплейсов России запустил собственный финансовый продукт совместно с банком «КУБ» — вклад «Достойный процент» и программу лояльности для пользователей.
«Банки.ру» занимает 8-е место по выручке и 12-е место по скорости роста в рейтинге крупнейших и самых динамично растущих финтех-компаний России за 2018—2020 гг. (составлен бизнес-клубом «Атланты» и компанией Smart Ranking).
На 1 мая 2020 года занимал первое место в мобильном поиске Яндекса и Google среди сайтов, предоставляющим банковские услуги.

## Сервисы
На момент создания «Банки.ру» представлял собой первую в Рунете базу данных по вкладам в российских банках.
Основу информационной деятельности «Банки.ру» в первые годы после создания составляли российские и международные новости на банковскую и макроэкономическую тематику.
Почти одновременно со стартом проекта в 2005 году на сайте заработал сервис «Народный рейтинг», позволяющий оценивать уровень обслуживания и качество услуг банков на основе отзывов посетителей «Банки.ру». На отзывы клиентов отвечают представители более 200 российских банков. Также в рамках сервиса «Горячая линия» на вопросы посетителей портала отвечают представители более 20 банков.
В 2022 году «Банки.ру» запустил  Горячую линию с экспертами Банки.ру. 
Ежегодно с 2007 года «Банки.ру» проводит премию «Банк года» (с 2022 года – «Премия Банки.ру»). За 16 лет было вручено более 300 наград лучшим банкам, МФО, страховым и инвестиционным компаниям. В выборе победителей участвует не только экспертный совет премии, но и пользователи — с помощью онлайн-голосования и Народного рейтинга Банки.ру.

## Основатели и собственники
Основателем и основным владельцем «Банки.ру» является Филипп Ильин-Адаев. В число собственников входили также Кирилл Ильин-Адаев, телеведущая Елена Ищеева (жена Филиппа Ильина-Адаева), Алексей Пучков, Василий Чепцов. В 2010 году в число акционеров вошел инвестиционный холдинг ФИНАМ. В 2013 году миноритарную долю ФИНАМ купил инвестиционный фонд Russia Partners Technologies. В конце 2020 года основатели компании продали доли новым инвесторам.
По состоянию на 2020 год 59,8 % группы принадлежит консорциуму инвесторов во главе с фондом «Эльбрус капитал», еще 40,2 % — Russia Partners.

## Аудитория
Банки.ру является лидером по трафику среди финансовых маркетплейсов в России по данным SimilarWeb.
В 2015 году, по собственным данным сайта, его ежемесячная аудитория составляла 8,5 млн пользователей
В 2022 году ежемесячный трафик составил около 20 млн посещений.

## Коммерческие показатели
В 2014 году консолидированная неаудированная выручка группы компаний «Банки.ру» выросла на 35 % и составила 569,8 млн руб. Рентабельность по EBITDA выросла с 24 % до 35 % и достигла 200 млн руб. против 99,7 млн руб. годом ранее.
В 2019 году, по данным самой компании, её выручка составила 1,5 млрд руб.